# Liste des évêques de Hoima
Cette page présente la liste des évêques de Hoima
Le diocèse d'Hoima (en) (Dioecesis Hoimanus), en Ouganda, est créé le 9 août 1965, par détachement de celui de Fort Portal (en) et de l'archidiocèse de Rubaga. Il est suffragant du siège métropolitain de Mbarara. 

## Sont évêques
- 9 août 1965-19 décembre 1968 : Cipriano Kihangire (Cipriano Biyehima Kihangire)
- 7 juillet 1969-9 mars 1991 : Albert Baharagate (Albert Edward Baharagate)
- 9 mars 1991-†8 février 2014 : Deogratias Byabazaire (Deogratias Muganwa Byabazaire)
- depuis le 30 novembre 2015: Vincent Kirabo

## Sources
- Fiche du diocèse sur le site catholic-hierarchy.org